# Anomala mutans
Anomala mutans är en skalbaggsart som beskrevs av Blanchard 1851. Anomala mutans ingår i släktet Anomala och familjen Rutelidae. Inga underarter finns listade i Catalogue of Life.